# Volátiles

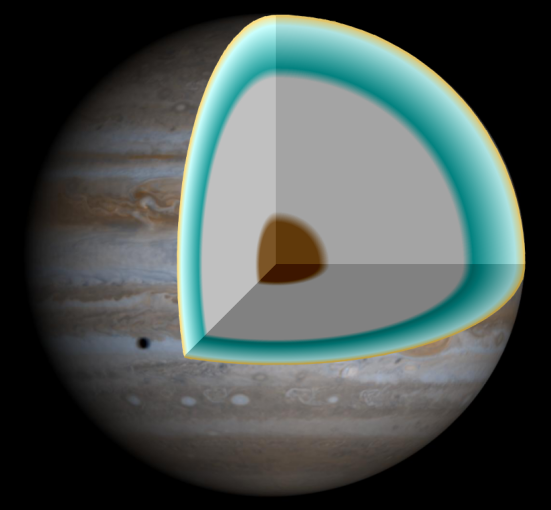
Este recorte ilustra un modelo del interior de Júpiter, con un núcleo rocoso cubierto por una capa profunda de hidrógeno metálico.

En ciencias planetarias, los volátiles son el grupo de elementos químicos y compuestos químicos con puntos de ebullición bajos que están asociados con la corteza o atmósfera de un planeta o de la luna. Los ejemplos incluyen nitrógeno, agua, dióxido de carbono, amoníaco, hidrógeno, metano y dióxido de azufre. En astrogeología, estos compuestos, en su estado sólido, a menudo comprenden grandes proporciones de las costras de lunas y planetas enanos. 
A diferencia de los volátiles, los elementos y compuestos con altos puntos de ebullición se conocen como sustancias refractarias.
Los científicos planetarios a menudo clasifican los gases volátiles con puntos de fusión excepcionalmente bajos, como hidrógeno y helio, como gases (como en los gigantes gaseosos), mientras que los volátiles con puntos de fusión superiores a aproximadamente 100  K (–173 °C, –280 °F) se conocen como helados. Los términos "gas" y "hielo" en este contexto pueden aplicarse a compuestos que pueden ser sólidos, líquidos o gases. Por lo tanto, Júpiter y Saturno son gigantes gaseosos, y Urano y Neptuno son gigantes helados, a pesar de que la gran mayoría del "gas" y "hielo" en sus interiores es un fluido caliente y muy denso que se vuelve más denso cerca del centro del planeta. 
La Luna es muy baja en volátiles: su corteza contiene oxígeno químicamente unido a las rocas (en, por ejemplo, silicatos), pero cantidades insignificantes de hidrógeno, nitrógeno o carbono. 

## Petrología ígnea
En petrología ígnea, el término se refiere más específicamente a los componentes volátiles del magma (principalmente vapor de agua y dióxido de carbono) que afectan la apariencia y la explosividad de los volcanes. Los volátiles en un magma con una alta viscosidad, generalmente félsicos con un mayor contenido de sílice (SiO2), tienden a producir erupciones que son explosivas. Los volátiles en un magma con baja viscosidad, generalmente máficos con un menor contenido de sílice, tienden a desahogarse y pueden dar lugar a una fuente de lava. 

### Volátiles en magma
Algunas erupciones volcánicas son explosivas porque la mezcla entre el agua y el magma que llega a la superficie libera energía repentinamente. Además, en algunos casos, la erupción es causada por volátiles disueltos en el magma. Al acercarse a la superficie, la presión disminuye y los volátiles evolucionan creando burbujas que circulan en el líquido. Las burbujas están conectadas entre sí formando una red. Esto incrementa especialmente la fragmentación en pequeñas gotas o rocía o coagula los coágulos en el gas. 
Generalmente, el 95-99% del magma es roca líquida. Sin embargo, el pequeño porcentaje de gas presente representa un volumen muy grande cuando se expande al alcanzar la presión atmosférica. El gas es una parte preponderante en un sistema de volcán porque genera erupciones explosivas. El magma en el manto y la corteza inferior tienen muchos volátiles dentro y el agua y el dióxido de carbono no son los únicos volátiles que liberan los volcanes. También tienen fugas de sulfuro de hidrógeno y dióxido de azufre. El dióxido de azufre generalmente es posible encontrarlo en rocas basálticas y de riolita. Los volcanes también liberan una gran cantidad de cloruro de hidrógeno y fluoruro de hidrógeno como volátiles. 

### Solubilidad de los volátiles
Hay tres factores principales que afectan la dispersión de los volátiles en el magma: presión de confinamiento, composición del magma, temperatura del magma. La presión y la composición son los parámetros más importantes. Para comprender cómo se comporta el magma saliendo a la superficie, se debe conocer el papel de la solubilidad dentro del magma. Se ha utilizado una ley empírica para diferentes combinaciones de magma-volátiles. Por ejemplo, para el agua en magma, la ecuación es  
{\displaystyle n=0.1078P}
donde  
- n es la cantidad de gas disuelto como porcentaje en peso (% en peso).
- P es la presión en megapascal (MPa) que actúa sobre el magma.

El valor de n puede variar, por ejemplo:  
- {\displaystyle n=0.4111P} para el agua en riolita
- {\displaystyle n=0.0023P} para el dióxido de carbono.

Estas ecuaciones simples funcionan si solo hay un volátil en un magma. Sin embargo, en realidad, la situación no es tan simple porque a menudo hay múltiples volátiles en un magma. Es una interacción química compleja entre diferentes volátiles. 
Simplificando, la solubilidad del agua en riolita y basalto es función de la presión y la profundidad debajo de la superficie en ausencia de otros volátiles. Tanto el basalto como la riolita pierden agua con una presión decreciente a medida que el magma sube a la superficie. La solubilidad del agua es mayor en la riolita que en el magma basáltico. El conocimiento de la solubilidad permite determinar la cantidad máxima de agua que podría disolverse en relación con la presión. Si el magma contiene menos agua que la cantidad máxima posible, está insuficientemente saturado en agua. Por lo general, el agua y el dióxido de carbono son insuficientes en la corteza y el manto profundos, por lo que el magma a menudo está saturado en estas condiciones. El magma se satura cuando alcanza la cantidad máxima de agua que se puede disolver en él. Si el magma continúa subiendo a la superficie y se disuelve más agua, se vuelve sobresaturada. Si se disuelve más agua en magma, se puede expulsar en forma de burbujas o vapor de agua. Esto sucede porque la presión disminuye en el proceso y la velocidad aumenta y el proceso tiene que equilibrarse también entre la disminución de la solubilidad y la presión. Al hacer una comparación con la solubilidad del dióxido de carbono en el magma, esto es considerablemente menor que el agua y tiende a disolverse a mayor profundidad. En este caso, el agua y el dióxido de carbono se consideran independientes. Lo que afecta el comportamiento del sistema magmático es la profundidad a la que se liberan dióxido de carbono y agua. La baja solubilidad del dióxido de carbono significa que comienza a liberar burbujas antes de llegar a la cámara de magma. En este punto, el magma ya está sobresaturado. El magma enriquecido en burbujas de dióxido de carbono, se eleva hasta el techo de la cámara y el dióxido de carbono tiende a filtrarse a través de las grietas hacia la caldera suprayacente. Básicamente, durante una erupción, el magma pierde más dióxido de carbono que el agua, que en la cámara ya está sobresaturada. En general, el agua es el principal volátil durante una erupción. 

### Nucleación de burbujas
La nucleación de burbujas ocurre cuando un volátil se satura. En realidad, las burbujas están compuestas de moléculas que tienden a agregarse espontáneamente en un proceso llamado nucleación homogénea. La tensión superficial actúa sobre las burbujas reduciendo la superficie y las obliga a regresar al líquido. El proceso de nucleación es mayor cuando el espacio para adaptarse es irregular y las moléculas volátiles pueden aliviar el efecto de la tensión superficial. La nucleación puede ocurrir gracias a la presencia de cristales sólidos, que se almacenan en la cámara de magma. Son sitios de nucleación potenciales perfectos para burbujas. Si no hay nucleación en el magma, la formación de burbujas puede aparecer muy tarde y el magma se vuelve significativamente sobresaturado. El equilibrio entre la presión de sobresaturación y el radio de la burbuja expresado por esta ecuación:   
{\displaystyle \Delta P=2\sigma /r},   
donde   
- {\displaystyle \Delta P}  es 100 MPa.
- {\displaystyle \sigma }  es la tensión superficial.

Si la nucleación comienza más tarde cuando el magma está muy sobresaturado, la distancia entre burbujas se vuelve más pequeña. Esencialmente, si el magma sube rápidamente a la superficie, el sistema estará más desequilibrado y sobresaturado. Cuando el magma aumenta, hay competencia entre agregar nuevas moléculas a las existentes y crear nuevas. La distancia entre las moléculas caracteriza la eficiencia de los volátiles para agregarse al sitio nuevo o existente. Los cristales dentro del magma pueden determinar cómo crecen y se nuclean las burbujas.  